# Pavetta tschikonderi
Pavetta tschikonderi là một loài thực vật có hoa trong họ Thiến thảo. Loài này được N.Hahn mô tả khoa học đầu tiên năm 1999.